# Kalucsni

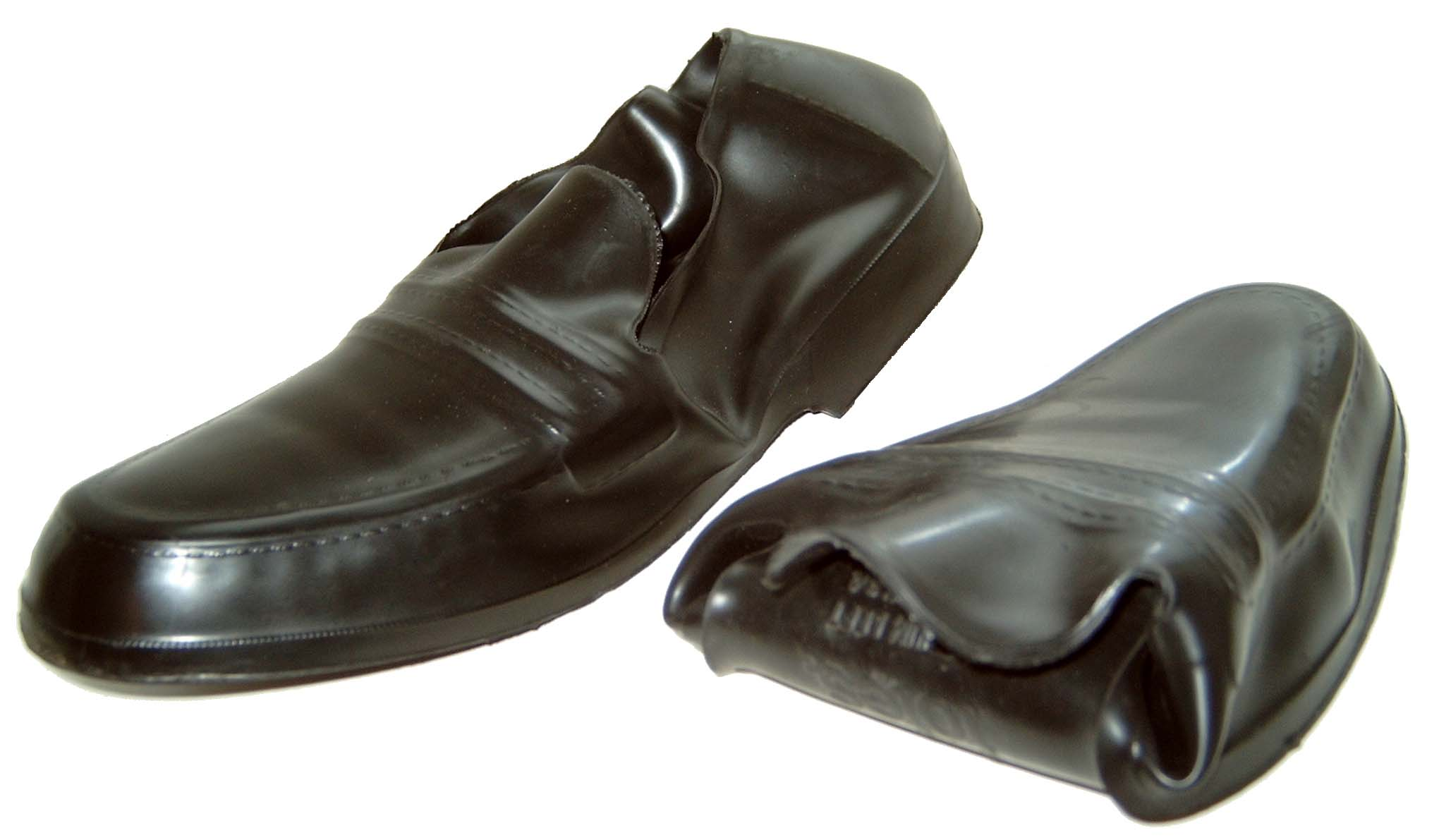

A kalucsni vagy sárcipő egy olyan gumicipő, amit egy másik cipőre lehet húzni, így megvédve azt a sártól. Régen lakkcipőn is viselték, hogy tulajdonosa, miután levette, akár egy esős napon is (mondjuk a színházban) szép, csillogó, tiszta cipőben jelenhessen meg. Manapság munkaruha-boltokban lehet megvásárolni.

## Története
A szó francia eredetű (Galoche), ami valószínűleg a németen keresztül (die Galosche) jutott a magyarba. Maga a lábbeli egy gall csizmaszerű lábbelire vezethető vissza, amit a rómaiak átvettek. Eredetileg a talpa fából készült.

## A kalucsni a közelmúltban
A gumi megjelenésével kézenfekvő volt, hogy gumiból készítik. Charles Goodyear és Leverett Candee gumigyárosok is gyártották.